# Lattoferricina
La lattoferricina è un peptide cationico anfipatico che ha mostrato attività antimicrobica e antitumorale. Può essere ottenuta per digestione pepsino-mediata della lattoferrina.